# United National Congress
Der United National Congress (UNC) ist eine von zwei großen politischen Parteien in Trinidad und Tobago und die derzeitige Oppositionspartei. Die UNC ist eine Mitte-Links-Partei. Sie wurde 1989 von Basdeo Panday, einem Anwalt, Ökonomen, Gewerkschafter und Schauspieler aus Trinidad, nach einer Spaltung in der regierenden National Alliance for Reconstruction (NAR) gegründet. 
Nach sechs Jahren in der Opposition erlangte die UNC 1995 die Kontrolle über die Regierung, zunächst in Koalition mit der NAR und später allein. Bei den Parlamentswahlen 2000 gewann die UNC die absolute Mehrheit im Parlament. Im Jahr 2001 führte eine Spaltung der Partei dazu, dass die UNC ihre parlamentarische Mehrheit und Kontrolle über die Regierung an die People's National Movement (PNM) verlor. Bis 2010 war die UNC in der Opposition. Im Mai 2010 übernahm die UNC gemeinsam mit zwei kleineren Koalitionspartnern (People's Partnership) wieder die Regierung. Die Parteivorsitzende der UNC, Kamla Persad-Bissessar, wurde als erste Premierministerin von Trinidad und Tobago vereidigt.
Das Parteisymbol ist die Sonne, die über den Trinity Hills aufgeht. Historisch gesehen wurde die UNC von einer Mehrheit der Indo-Trinidader und -Tobagoer zusammen mit den verschiedenen Minderheiten des Landes unterstützt. Daher wird sie umgangssprachlich als indische Partei oder hinduistische Partei bezeichnet. 
Seit den Parlamentswahlen 2020 hält die Partei 19 von 41 Abgeordneten im Repräsentantenhaus und 6 von 31 Mitgliedern des Senats. Die Partei hat die Mehrheit in 65 von 139 Gemeinderäten und kontrolliert seit den Trinidad-Kommunalwahlen 2019 7 der 14 Regionen. Die Partei hat keine Vertretung im Tobago House of Assembly.
Im Dezember 2020 hatte die UNC mehr als 120.000 registrierte Mitglieder.

## Parteivorsitzende
| Vorsitz | Vorsitz                | Vorsitz                       | Amtszeit           | Amtszeit           | Position                      |
| ------- | ---------------------- | ----------------------------- | ------------------ | ------------------ | ----------------------------- |
| 1       | Basdeo Panday          |                               | 16. Oktober 1988   | 2. Oktober 2005    | Oppositionsführer 1990–1995   |
| 1       | Basdeo Panday          | Premierminister 1995–2001     | 16. Oktober 1988   | 2. Oktober 2005    |                               |
| 1       | Basdeo Panday          | Oppositionsführer 2001–2006   | 16. Oktober 1988   | 2. Oktober 2005    |                               |
| 2       | Winston Dookeran       |                               | 2. Oktober 2005    | 10. September 2006 |                               |
| 3       | Basdeo Panday          |                               | 10. September 2006 | 24. Januar 2010    | Oppositionsführer 2007–2010   |
| 4       | Kamla Persad-Bissessar |                               | 24. Januar 2010    |                    | Oppositionsführerin 2006–2010 |
| 4       | Kamla Persad-Bissessar | Premierministerin 2010–2015   | 24. Januar 2010    |                    |                               |
| 4       | Kamla Persad-Bissessar | Oppositionsführerin seit 2015 | 24. Januar 2010    |                    |                               |